# 衛戍教会 (アンクラム)

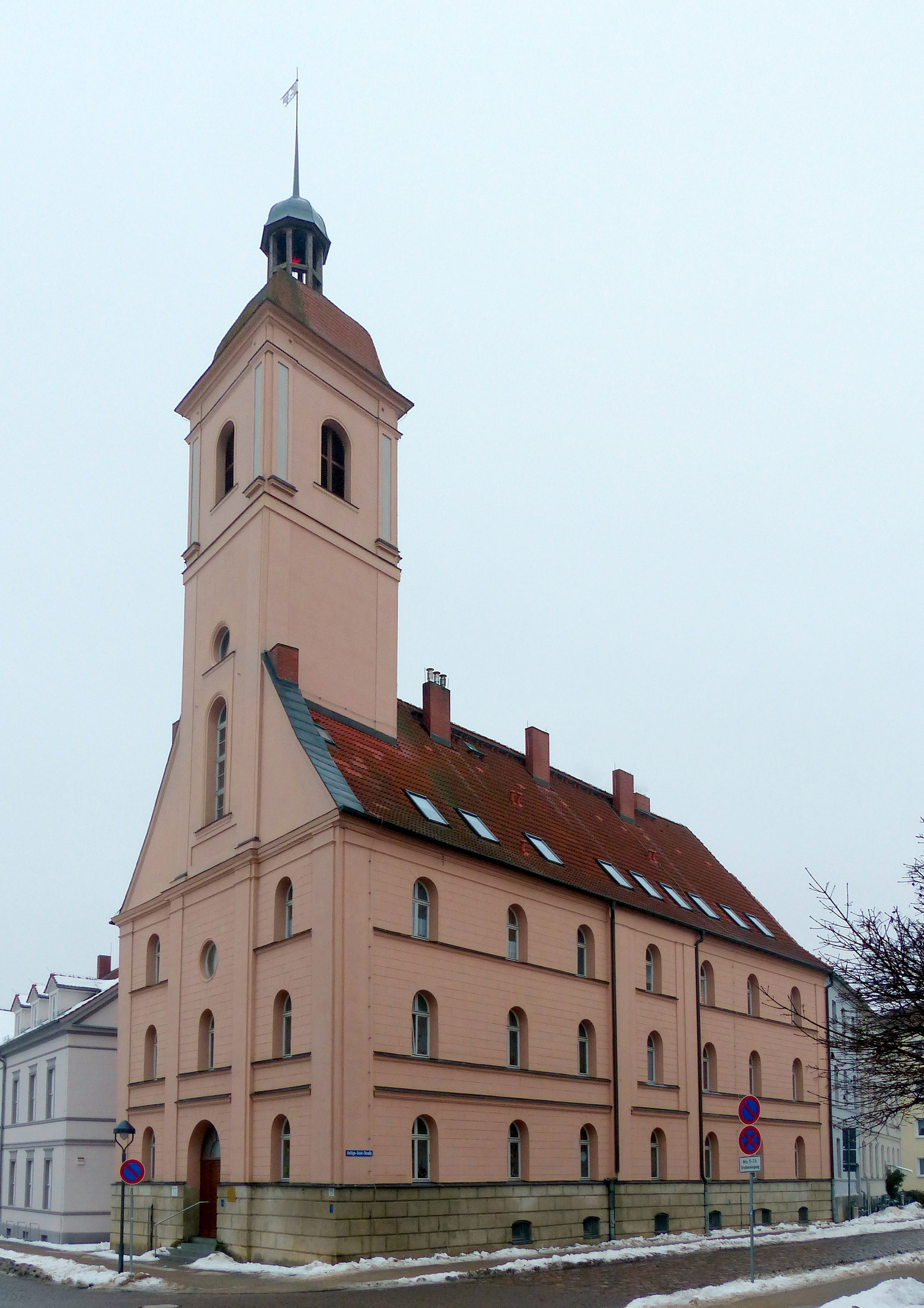
衛戍教会。背後には聖霊司教区本部が見える

衛戍教会 (えいじゅきょうかい、ドイツ語: Garnisonkirche) または 聖霊教会 (せいれいきょうかい、ドイツ語: Heilig-Geist-Kirche) は、西ポンメルンのアンクラム中心部にある教会で、近隣には他に2つの大きな教会がある。 
聖霊教会は、1272年には既に記録に現れている。 当時はレンガ造りのゴシック様式であったが、1376年に火災で全焼した。 レンガ造りで再建されたが、1659年に再び火災で焼失してしまった。1738年に同地に駐屯するプロイセン兵のための衛戍教会としてバロック様式で再建された。1806年から1808年までフランスに占領されていた際には、野戦製パン所として使われた。 
1854年以降、教会としてではなく住宅として使われるようになり、第二次世界大戦で酷く破壊された。戦後には高齢者住宅として使われた時期もあったが、教会として修復された。 
市内中心部を流れるペーネ川沿いに、聖霊司教区本部 (Heilig-Geist-Stift、現在は役場として使われている) と並んで建っている。かつては、この2つの建物の中庭に、葬儀代に事欠いた囚人のための墓地があった。 

## 関連書籍
- Heinrich Berghaus: Landbuch des Herzogthums Pommern und des Fürstenthums Rügen. Dietze, Anklam 1865